# Leptenchelys vermiformis
Leptenchelys vermiformis – gatunek morskiej ryby węgorzokształtnej z rodziny żmijakowatych (Ophichthidae). Reprezentuje monotypowy rodzaj Leptenchelys. Został opisany naukowo przez Myersa i Wade'a w 1941 na podstawie jedynego znanego osobnika, złowionego w Oceanie Spokojnym w pobliżu Kostaryki, w mulistym podłożu na głębokości około 20 m. Holotyp miał 11,5 cm długości standardowej (SL). Biologia i ekologia tego gatunku nie zostały poznane.